# Жижица (Псковская область)
Жи́жица — деревня в Куньинском районе Псковской области России. Административный центр Жижицкой волости.

## География
Расположена к востоку от райцентра, посёлка городского типа Кунья, у озера Кадосно (близ Жижицкого озера).

## Население
| 2001 | 2002 | 2010 |
| ---- | ---- | ---- |
| 763  | ↘702 | ↘569 |

Численность населения деревни по оценке на начало 2001 года составляла 763 жителя, по переписи населения 2002 года — 702 жителя.

## Инфраструктура
Одноимённая железнодорожная станция на линии Москва — Волоколамск — Ржев — Великие Луки — Рига.
В 2005 году у Жижицы построена деревянная церковь Тихона Патриарха Российского

## Транспорт
- Железнодорожная станция Жижица, ул. Рождественского, 31